# 武治业
武治业（1918年9月—2012年6月13日），男，陕西佳县人，中华人民共和国军事人物、政治人物，曾任咸阳专区革命委员会主任、咸阳军分区司令员。

## 生平
1934年7月，16岁的武治业加入中国共产主义青年团，并于同月转为中国共产党党员；曾任佳县第六区少年先锋队部部长、共青团区委书记。1936年10月，年满18后，参加红军，编入陕北神户佳特区红三团、陕北神木独立师。抗日战争爆发后，历任八路军第120师警备二旅六团排长、营指导员，跟随独臂将军彭绍辉在山西一带抗击日军。1946年，随部队调回延安。在第二次国共内战时期，参加了保卫延安的宝塔山、瓦子街战斗和西府战役。
中华人民共和国成立后，武治业随部队编入中国人民解放军第1军。1952年，派赴朝鲜战场；历任中国人民志愿军第一军二师四团副团长、参谋长，团长；1955年回国，晉升中校。
此后，武治业历任青海省军区柴达木军分区参谋长，果洛军分区副司令员，参与指挥了青海、四川藏区平叛剿匪战斗；1960年晋升上校；1961年，升任果洛军分区司令员。1964年，56岁的武治业进入中国人民解放军高等军事学院进修；次年7月，被任命为陕西省军区咸阳军分区司令员。文化大革命开始后，兼任咸阳专区革命委员会主任、党的核心小组组长，至1970年8月。后又担任陕西省基本建设委员会副主任。1975年8月离职休养，享受副军职待遇。
2012年6月13日，在西安逝世，享年94岁。

## 荣誉
曾荣获八一奖章、三级独立自由勋章、三级解放勋章。1988年7月被中央军委授予“中国人民解放军二级红星功勋荣誉章”。